# Dirk Crabeth
Dirk (či Dirck) Pietersz Crabeth (1501 Gouda – 1574 Gouda) byl nizozemský malíř skla, návrhář tapisérií a kartograf. V 16. století pracoval jako vitrážista v gotickém kostele Sint Janskerk v Goudě. Během let 1555 až 1571 zde vytvořil osm vitrážových oken. Jeho práce na oknech byl jedním z důvodů, proč byl kostel zařazen na seznam světových památek UNESCO.

## Životopis
On a jeho talentovaný bratr Wouter Crabeth I. byli syny Pietera Dirckza z Goudy. Pocházeli z malířské rodiny, která byla zaměstnána ve sklářském průmyslu v Goudě. Důkazy jsou v archivních dokumentech z různých nizozemských měst. Ve známost vešel získáním zakázky na nové vitrážové okno pro kostel Sint Janskerk, který v roce 1552 vyhořel. Jeho práce na prvním okně znázorňující Sv. Jana Křtitele, křtícího Ježíše, byla instalováno v roce 1555. Mnoho jeho původních malířských návrhů určených pro kostel Sint Janskerk se dochovalo. V těchto návrzích je patrný vliv Jana van Scorela. Vedle malby a práce se sklem navrhoval také tapisérie a kreslil mapy.

## Tajemství vitráží
Dodnes zůstává tajemstvím, proč tato vitrážová okna přežila Beeldenstorm – velký ikonoklasmus a proč Dirck a jeho bratr měli dovoleno pokračovat v práci i po přechodu Nizozemska z katolické církve na protestantskou. V kostele jsou okna od dvou znepřátelených malířů Filipa II. Španělského a Viléma I. Oranžského. Arnold Houbraken napsal dvě stránky o bratrech Dirckovi a Wouteru Crabethovi v jeho De groote schouburgh der Nederlantsche konstschilders en schilderessen (Velké divadlo nizozemských malířů) napsané v letech 1718 a 1721. Byl překvapen, že byli přehlíženi v díle Karla van Mandera Het schilder-boeck (Malířská kniha), kde se zmiňuje pouze o jejich bratrovi Adriaenovi Pietersz Crabethovi. Van Mander se také zmínil, že otec tohoto Adriaena byl nazýván Krepel Pieterem a že žil dlouhou dobu ve Francii. Zemřel ve Autunu a byl znám jako autor vitráží v katedrále v Autunu. Po objednávce vitráží pro kapli mnichů ze Steynu v Jižním Nizozemsku pro ni vytvořil sedm oken. Mniši ze Steynu přišli do Goudy ze známého augustiniánského kláštera, kam chodil do školy Erasmus Rotterdamský. Když byl jejich klášter v roce 1549 ve Steynu vypálen, přestěhovali se do Goudy a zřídili zde klášter nový. Dirckova okna byla zachráněna během kultovní zuřivosti a když byl v roce 1580 klášterní komplex zničen, okna byla dočasně instalována v kostele Janskerk. Na obraze z roku 1734 je tato situace ještě vidět. Mnohem později byly instalovány ve speciálně postavené kapli van der Vormů v St. Janskerku, kterou v roce 1934 městu daroval zakladatel firmy Holland America Line Willem van der Vorm.

## Viráže Dircka Crabetha v kostele Sink Janskerk v Goudě

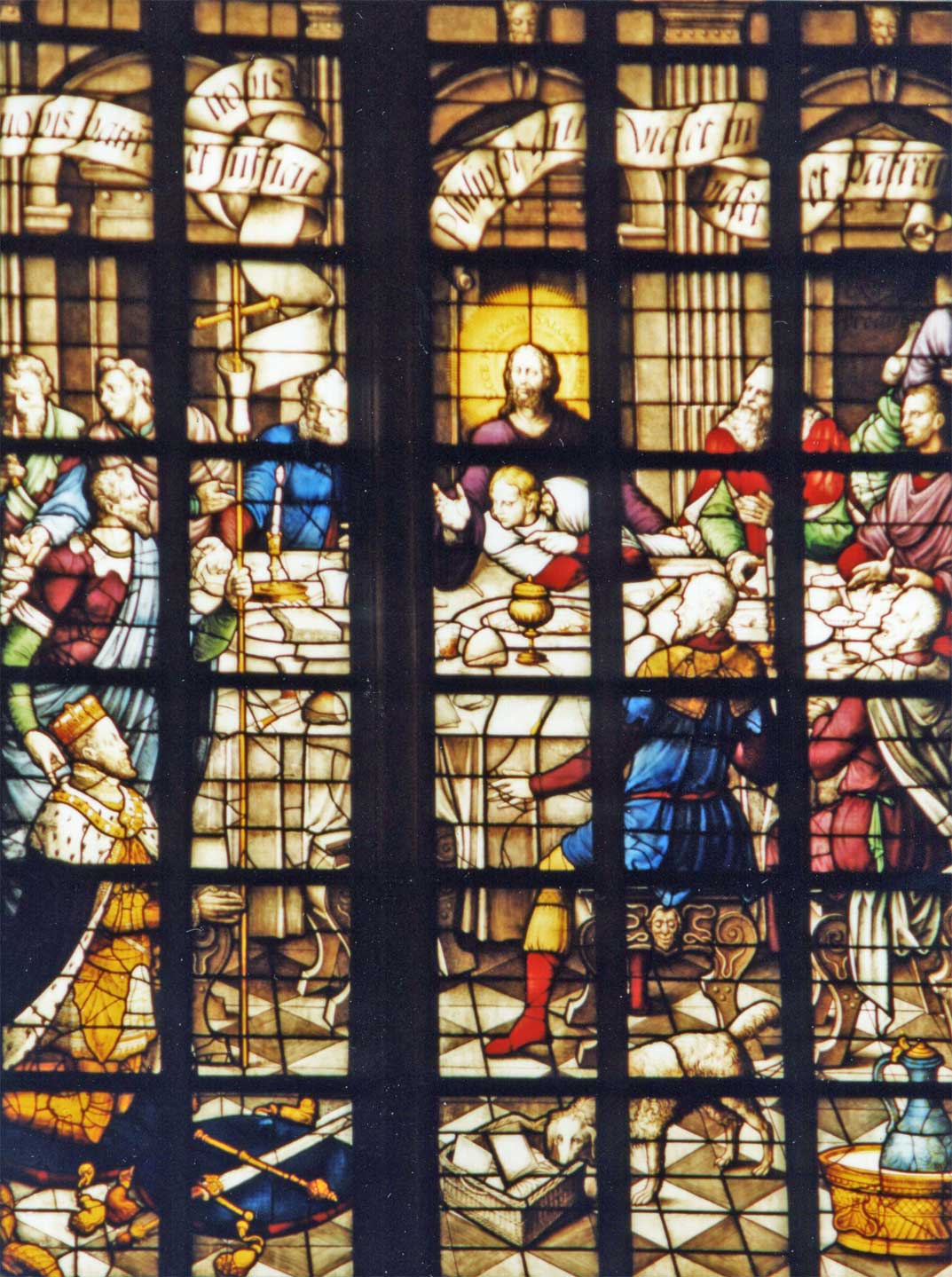
Poslední večeře, 1557, střední detail
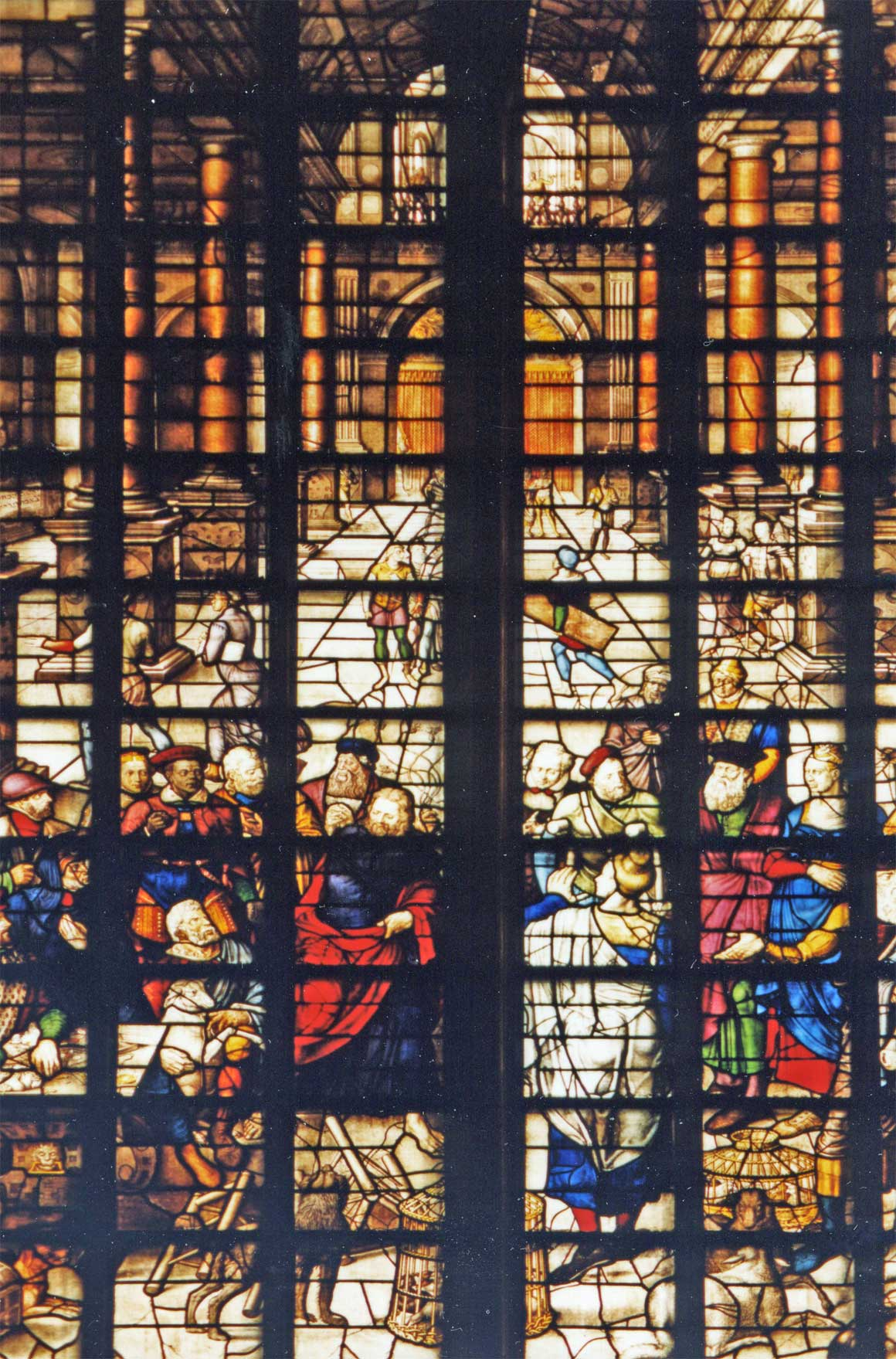
Ježíš a penězoměnci, 1557, střední detail
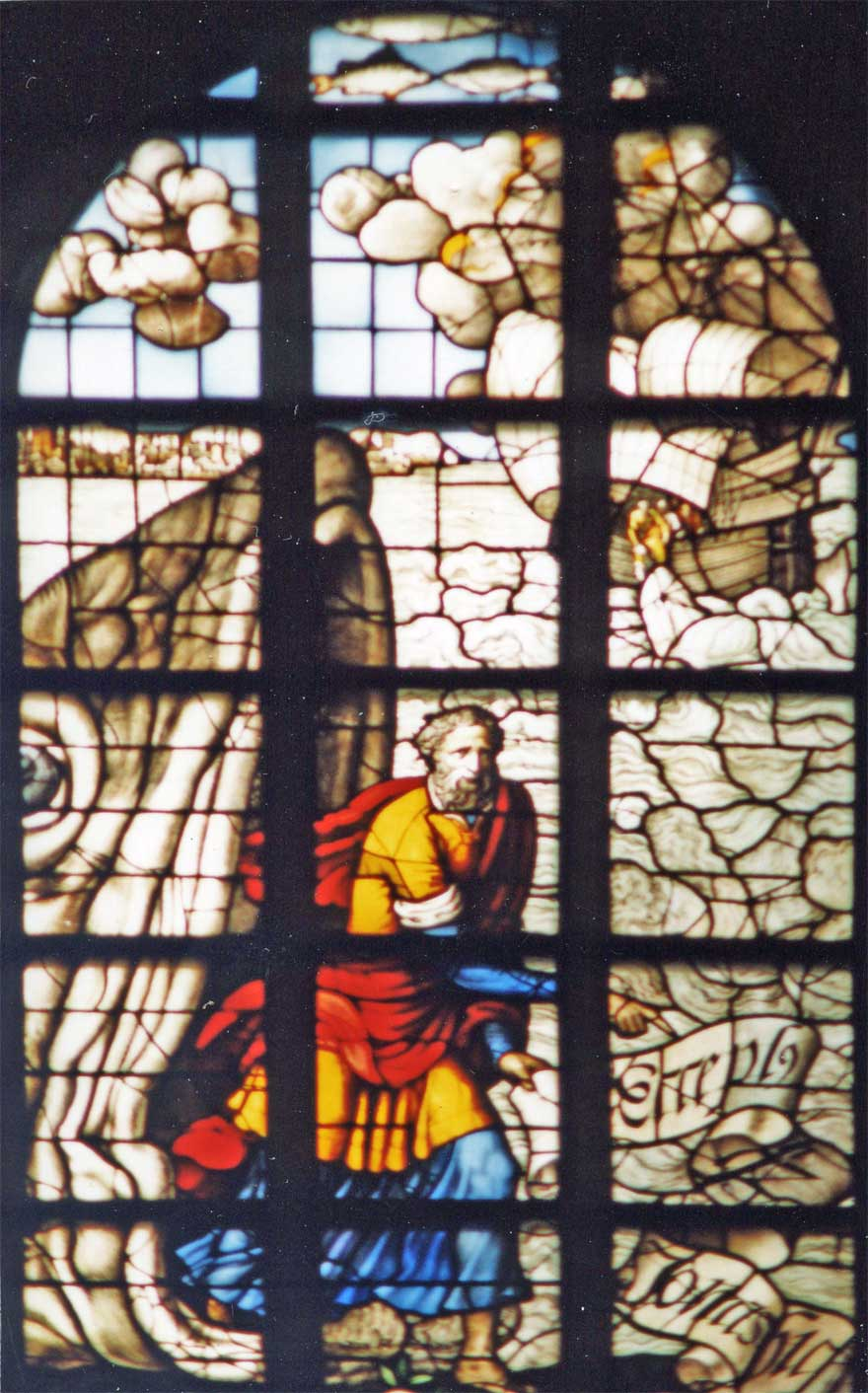
Jonáš a velryba, kolem 1565
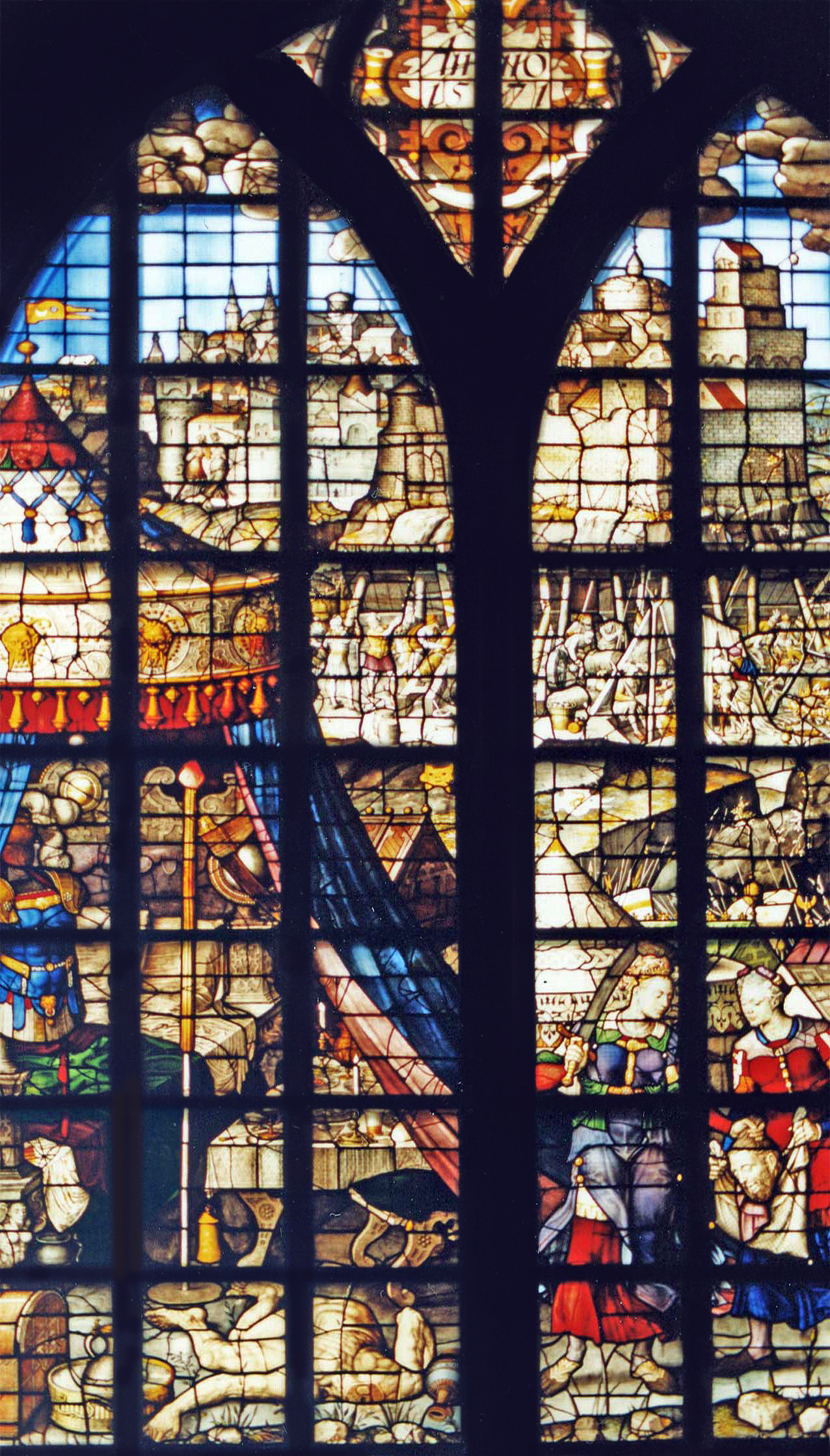
Judita s hlavou Holofernovou, 1571
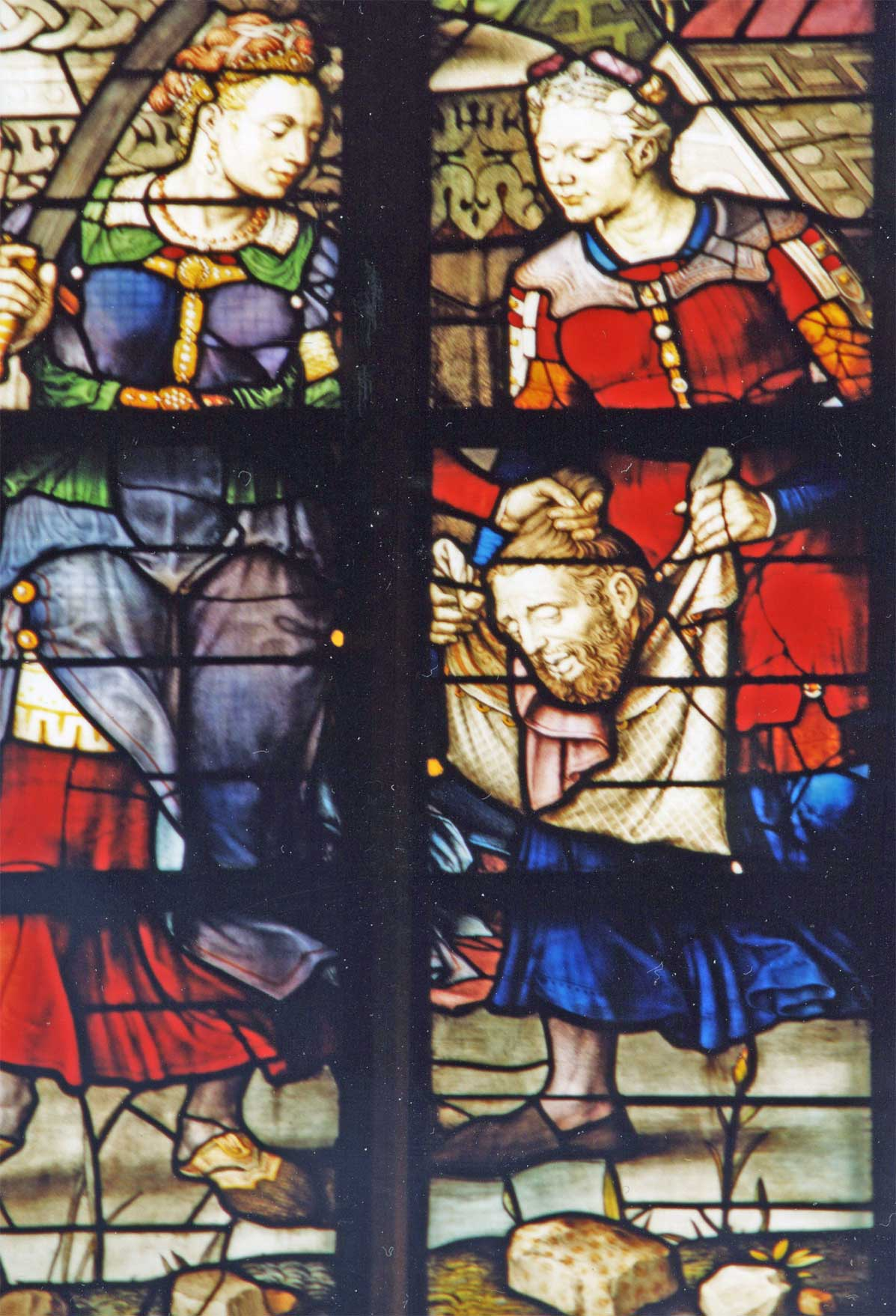
Judita s hlavou Holofernovou, detail